# Prosopocera demelti
Prosopocera demelti är en skalbaggsart som beskrevs av Stefan von Breuning 1983. Prosopocera demelti ingår i släktet Prosopocera och familjen långhorningar.
Artens utbredningsområde är Kenya. Inga underarter finns listade i Catalogue of Life.